# والت أرنولد
والت أرنولد (بالإنجليزية: Walt Arnold) هو لاعب كرة قدم أمريكية أمريكي، ولد في 31 أغسطس 1958 في غالفستون في الولايات المتحدة.

## وصلات خارجية
- والت أرنولد على موقع مرجع كرة القدم المحترفة.كوم (الإنجليزية)
- والت أرنولد على موقع قاعة نيو مكسيكو للمشاهير الرياضية (الإنجليزية)